# Hypocala dysdamarta
Hypocala dysdamarta är en fjärilsart som beskrevs av Louis Beethoven Prout 1927. Hypocala dysdamarta ingår i släktet Hypocala och familjen nattflyn. Inga underarter finns listade i Catalogue of Life.